# Dendroclimatología

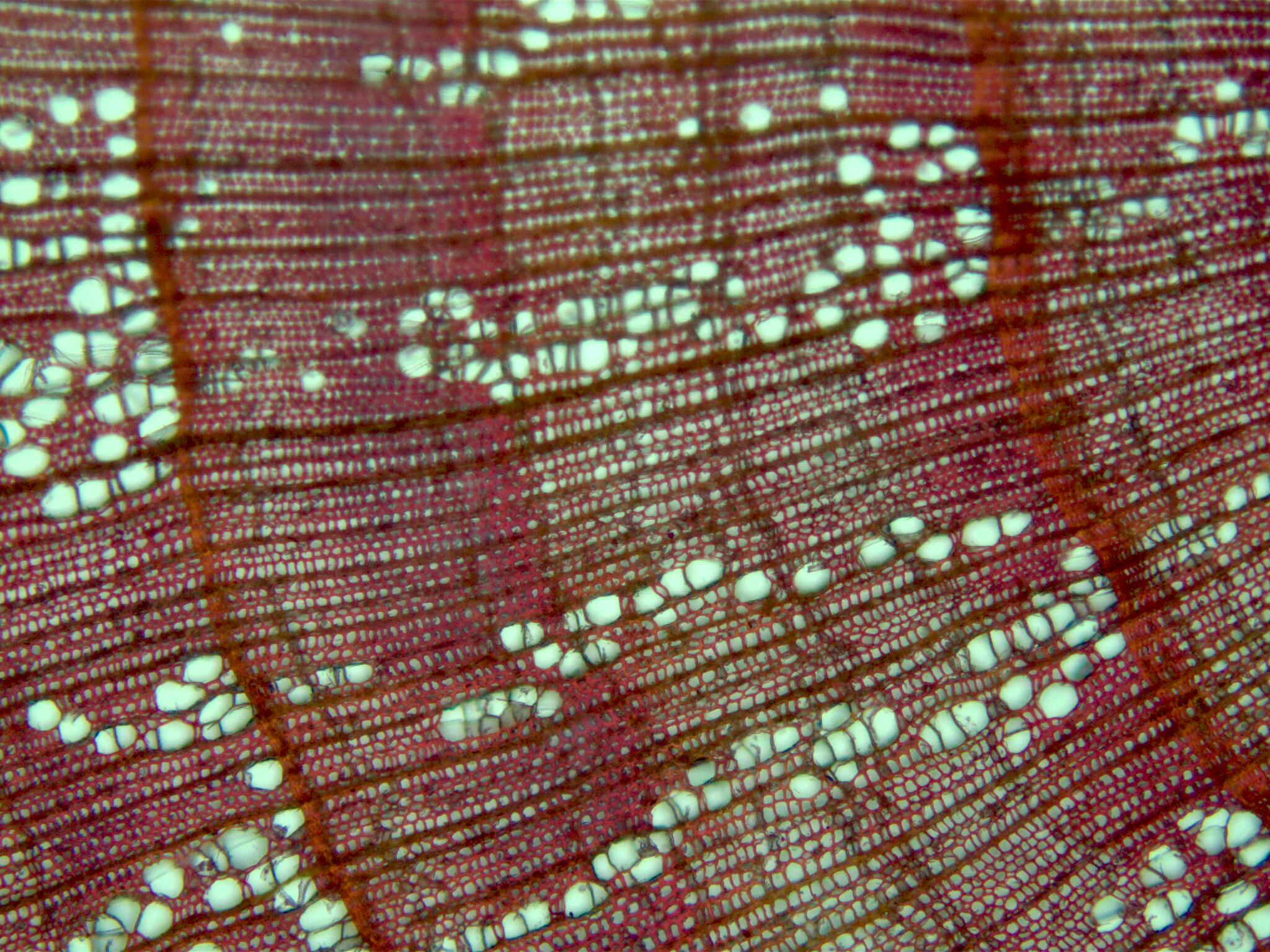
Anillos anuales en la sección transversal de la madera.

La dendroclimatología nace a partir de la dendrocronología y es el estudio de las características climáticas según la conformación de los anillos de crecimiento de los árboles a lo largo del tiempo.
La formación de anillos de crecimiento de árboles y arbustos es una característica de  especies leñosas que crecen en zonas frías y templadas en donde existe una estacionalidad climática marcada que produce épocas de crecimiento (en primavera y verano) y épocas de reposo (en otoño e invierno).  Dichos anillos difieren de una temporada a otra por el espesor, tamaño y coloración de la pared de células del xilema, los cuales, a su vez,  dependen de las condiciones y recursos a los que los árboles han sido expuestos a lo largo del tiempo, por lo que estudiar el conjunto de anillos que conforman a los individuos resulta útil para descifrar las dinámicas climáticas de los ecosistemas a lo largo del tiempo.A partir de esta ciencia es posible determinar rango de temperaturas, precipitaciones y ocurrencias de incendios.
Mediante la dendroclimatología y el análisis de troncos de árboles en Escandinavia y Norteamérica ha permitido establecer la existencia en las regiones septentrionales de la Tierra, hace de 8.000 a 4.000 años de un clima xerotérmico, o sea, a la vez seco y cálido. Asimismo, investigadores de Arizona en Estados Unidos han descubierto cambios medioambienales con tendencias a un clima seco y cálido en las últimas décadas, asociadas al calentamiento global.

## Dendroclimatología en América del Sur
Los estudios dendroclimatológicos de Latinoamérica son mayoritariamente de países con zonas templadas y, en menor medida, con zonas tropicales y subtropicales. Mayoritariamente provienen de Argentina, Bolivia, Chile y Perú; especialmente en la región de Los Andes, y en menor medida de Colombia y Ecuador.  Las instituciones que más han producido este tipo de estudios son el Instituto Argentino de Nivología, Glaciología y Ciencias Ambientales (IANIGLA) del Conicet y la Universidad Austral de Chile.